# Joe Gaetjens
Joe Gaetjens (19. března 1924 — 10. července 1964) byl haitsko-americký fotbalista, známý jako střelec rozhodující branky v utkání Američanů proti Anglii na Mistrovství světa ve fotbale 1950.

## Život
Narodil se v Port-au-Prince, z otcovy strany měl německé předky. S fotbalem začínal v klubu Etoile Haïtienne, s nímž se stal mistrem země v letech 1942 a 1944. Po druhé světové válce odešel studovat na Columbia University a hrál za New York Brookhattan. Ačkoli neměl občanství USA, byl povolán do reprezentace na mistrovství světa v Brazílii. 29. června 1950 na stadionu v Belo Horizonte vstřelil ve 38. minutě jediný gól zápasu, v němž poloprofesionální tým USA senzačně porazil Angličany, kteří při své první účasti na MS patřili k favoritům celého šampionátu, hrály za ně takové hvězdy jako Alf Ramsey, Billy Wright nebo Stan Mortensen. Brazilští fanoušci Američany mohutně podporovali, protože díky nim největší konkurent domácího mužstva vypadl už ve skupině.
Po mistrovství Gaetjens přestoupil do francouzského klubu Racing Paříž, ale příliš se neprosadil, vrátil se na rodné Haiti, v roce 1953 nastoupil za haitskou reprezentaci k utkání s Mexičany, které skončilo porážkou 0:4. Po ukončení fotbalové kariéry pracoval jako obchodní zástupce. V roce 1957 se stal prezidentem země Francois Duvalier, který vystupoval proti tradiční mulatské elitě. Gaetjensův bratr Gérard se zúčastnil pokusu o svržení Duvaliera. Po jeho potlačení v červenci 1964 paramilitární jednotky Tonton Macoutes zmasakrovaly všechny odpůrce režimu a jejich rodinné příslušníky. Mezi tisíci lidí, kteří během jejich řádění zmizeli beze stopy, byl i Joe Gaetjens.
Gaetjensův gól je dosud pokládán za největší úspěch v dějinách fotbalu v USA. V roce 1976 byl Joe Gaetjens uveden do Síně slávy amerického fotbalu. Jimmy-Jean Louis hrál Gaetjense v historickém filmu Životní zápas, který natočil David Anspaugh.